# Маринковац
Маринковац је ненасељено острвце у хрватском дијелу Јадранског мора. Налази се у групи Паклених отока у средњој Далмацији око 1,8 km западно од града Хвара и источно од острва Свети Клемент. Његова површина износи 0,681 km², док дужина обалске линије износи 6,34 km. Други је највећи оток у архипелагу. Највиши врх је висок 47 m. Административно припада Граду Хвару у Сплитско-далматинској жупанији.